# Eenadu

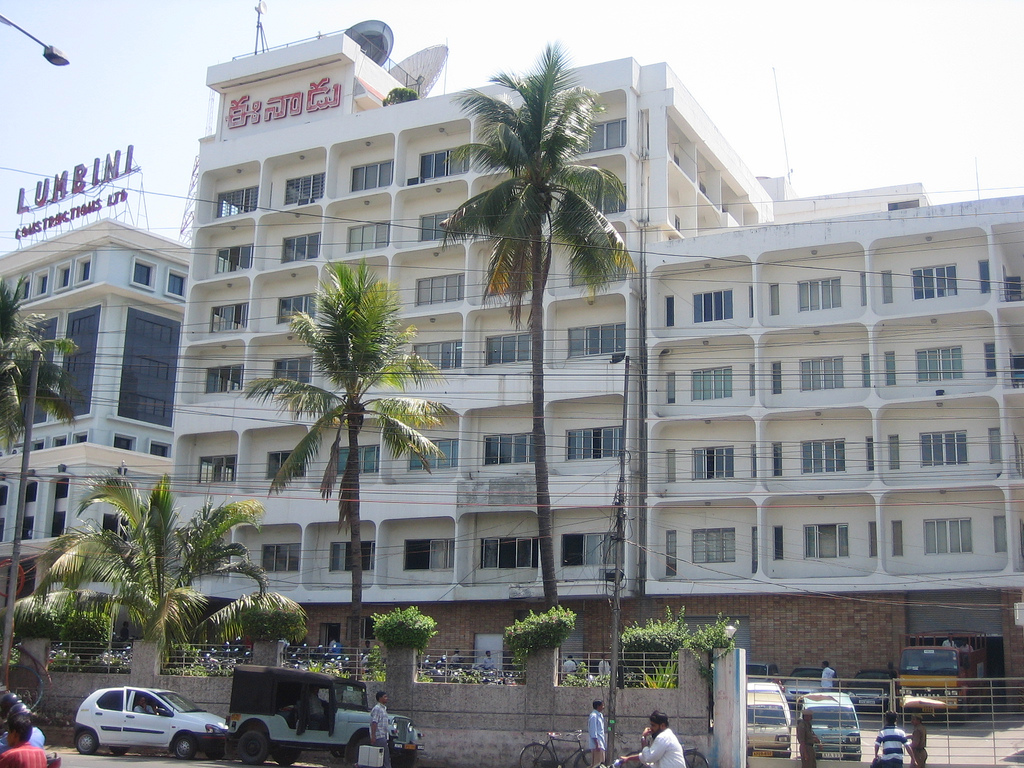
Zeitungsgebäude in Hyderabad

Eenadu (Telugu ఈనాడు – "Heute") ist eine indische Tageszeitung in Telugu.
Die Zeitung hat ihren Sitz in Hyderabad (Telangana). Erstmals wurde die Zeitung 1974 von Ramoji Rao publiziert. Eigentümer der Zeitung ist das Medienunternehmen Eenadu Group.